# Ktyrimisca rava
Ktyrimisca rava är en tvåvingeart som beskrevs av Pavel Lehr 1967. Ktyrimisca rava ingår i släktet Ktyrimisca och familjen rovflugor. Inga underarter finns listade i Catalogue of Life.